# 計算論的哲学
計算論的哲学（けいさんろんてきてつがく、英: computational philosophy）または計算哲学、デジタル哲学（英: digital philosophy）は、哲学における計算論的（数学的・コンピュータ科学的）技術の使用。これは計算モデル、アルゴリズム、（コンピュータ）シミュレーション、ゲームなどの諸概念を含んでおり、そうした諸概念が役立っている分野は哲学的概念の研究や教育ならびに、専門的なオンライン百科事典、哲学者と概念との関係の（コンピュータ）グラフィック的視覚化などである。
コンピュータの性能とデータの有用性が大幅に向上するに連れて、哲学におけるコンピュータ利用は勢いを増してきた。このことが、それらコンピュータおよびデータを利用する多くの新技術の発展と連動して、以前は有効でなかった哲学の新しい実践を数多く切り開いてきた。また、哲学における新たな洞察にも繋がってきた。

## 関連文献
- Grim, Patrick; Singer, Daniel (Spring 2020). "Computational Philosophy". In Zalta, Edward N. (ed.). Stanford Encyclopedia of Philosophy.
- Grim, Patrick (13 December 2019). “Editorial introduction to the Topical Issue 'Computer Modeling in Philosophy'”. Open Philosophy 2 (1):  653–656. doi:10.1515/opphil-2019-0049.